# Dulces dieciséis

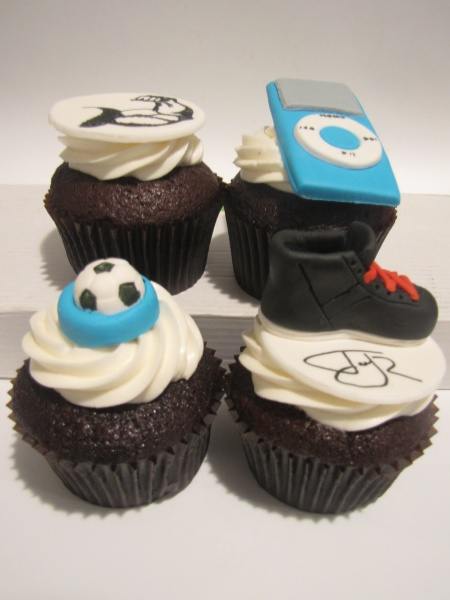
Cupcakes de chocolate helado con crema de vainilla y cubierto con decoraciones personalizadas en fondant artesanales para el cumpleaños número 16 de un niño. Las decoraciones incluyen un brazo musculoso, un iPod, un balón de fútbol y unas zapatillas de Jay Z.

Los Dulces 16 (en inglés, sweet sixteen) es una fiesta de aproximación de edad para celebrar el cumpleaños número 16 de un adolescente en Norteamérica, principalmente en los Estados Unidos y Canadá. Un sweet sixteen es similar a la quinceañera hispanoamericana. Como una boda, este evento puede ser formal, casual o semi formal.
Los Dulces 16 pueden variar desde modestas fiestas en casa con familiares cercanos a grandes eventos con un DJ contratado, maquillaje, peinado, vestidos costosos y salones de hotel. Aunque sea una pequeña fiesta, el objetivo principal es celebrar que la persona llega a ser "mayor" y entra en una etapa diferente de su vida. Por lo general se trata de la última gran fiesta de cumpleaños que tendría un adolescente. Aunque es común que los sweet sixteens se celebren sobre todo para las niñas, también se puede celebrar para los niños.